# Pelle Rietveld
Pelle Rietveld (né le 4 février 1985 à Boskoop) est un athlète néerlandais, spécialiste des épreuves combinées.

## Biographie
Son record est de 8 073 points lors du TNT - Fortuna Meeting, ce qui le qualifie pour les Championnats d'Europe d'athlétisme 2012 où il abandonne avant la fin des épreuves.

### Palmarès
| Date | Compétition                    | Lieu     | Résultat | Épreuve    | Points |
| ---- | ------------------------------ | -------- | -------- | ---------- | ------ |
| 2003 | Championnats d'Europe juniors  | Tampere  | 5e       | Décathlon  | 7 390  |
| 2004 | Championnats du monde juniors  | Grosseto | 4e       | Décathlon  | 7 822  |
| 2007 | Championnats d'Europe espoirs  | Debrecen | 5e       | Décathlon  | 7 955  |
| 2012 | TNT - Fortuna Meeting          | Kladno   | 3e       | Décathlon  | 8 073  |
| 2013 | Championnats d'Europe en salle | Göteborg | 8e       | Heptathlon | 5 906  |
| 2016 | Mehrkampf-Meeting Ratingen     | Ratingen | 3e       | Décathlon  | 7 659  |

### Records
| Épreuve    | Performance | Lieu     | Date          |
| ---------- | ----------- | -------- | ------------- |
| Décathlon  | 8 204 pts   | Götzis   | 1er juin 2014 |
| Heptathlon | 5 906 pts   | Göteborg | 3 mars 2013   |